# Garfield Kart: Furious Racing
Garfield Kart Furious Racing est un jeu de course développé par Artefacts Studio et édité par Microids et Anuman Interactive sorti le 5 novembre 2019 sur Mac, Microsoft Windows, GeForce Now, Nintendo Switch, Xbox One, Playstation 4.

## Développement
Le 30 juillet 2019, il a été annoncé par EuroGamer que Garfield Kart obtiendrait une suite.